# Nội chiến Bồ Đào Nha
Nội chiến Bồ Đào Nha, còn được biết đến dưới tên gọi Chiến tranh Tự do, Chiến tranh Hai Anh Em, hoặc Chiến tranh Miguel, là một cuộc chiến tranh giành quyền kế vị vương quyền giữa phe lập hiến tự do và phe chuyên chế bảo thủ ở Bồ Đào Nha kéo dài từ năm 1828 đến 1834. Nó còn lôi kéo các nước khác nhập cuộc bao gồm Vương quốc Bồ Đào Nha, phiến quân Bồ Đào Nha, Anh, Pháp, Tây Ban Nha, và Giáo hội Công giáo.

## Gốc rễ xung đột

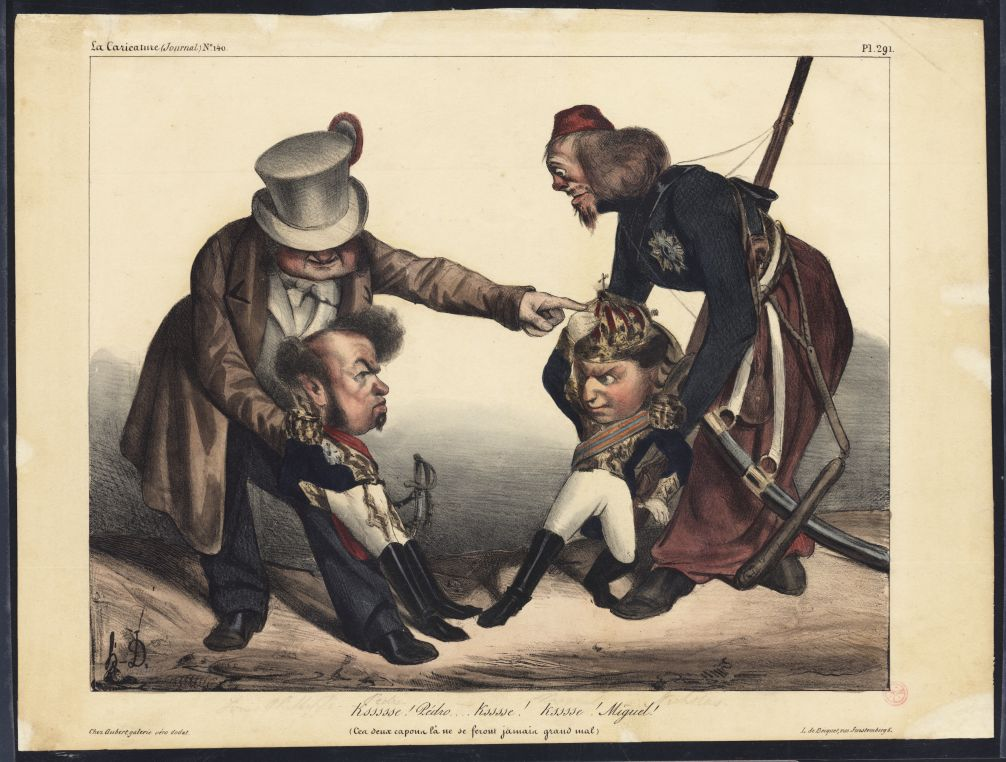
Anh quốc, được nhân cách hóa bởi John Bull, phe ủng hộ một Pedro khó chịu, đang khoanh tay ông, trong khi người em trai Miguel, được sự ủng hộ từ phía Áo, cố gắng giữ vương miện của mình

Cái chết của vua João VI năm 1826 đã tạo ra một cuộc tranh cãi về quyền kế vị. Trong khi Dom Pedro, Hoàng đế Brasil, là con trưởng của nhà vua, người em trai của ông Miguel thì cho rằng Pedro đã bị tước mất quyền thừa kế ngai vàng bằng cách tuyên bố Brasil độc lập. Pedro chỉ trong chốc lát tự xưng mình là Dom Pedro IV của Bồ Đào Nha. Cả người Bồ Đào Nha lẫn người Brasil muốn có một chế độ quân chủ thống nhất; do đó, Pedro thoái vị nhằm ủng hộ đứa con gái Maria mới lên 7 tuổi. Vào tháng 4 năm 1826, để giải quyết tranh chấp quyền kế vị, Pedro bèn cho sửa đổi bản hiến pháp Bồ Đào Nha lần thứ nhất đã được ban hành vào năm 1822 và để lại ngai vàng cho Maria, với chị gái Isabel Maria làm nhiếp chính vương. 

## Hiến pháp mới
Trong Hiến chương lập hiến Bồ Đào Nha, Pedro đã cố gắng để hòa giải đảng chuyên chế và phe cánh tự do bằng cách cho phép cả hai phe phái nắm giữ chức vụ trong chính phủ. Không giống như Hiến pháp năm 1822, văn kiện mới này đã lập thành bốn nhánh trong chính phủ. Cơ quan lập pháp được chia thành hai viện. Thượng viện hay Viện Quý tộc bao gồm các nghị sĩ quyền thế cha truyền con nối và giới giáo sĩ do nhà vua bổ nhiệm. Hạ viện hay Viện Dân biểu bao gồm 111 đại biểu được bầu chọn với nhiệm kỳ bốn năm qua các cuộc bầu cử gián tiếp của hội đồng địa phương, mà lần lượt được bầu chọn với quyền bầu cử hạn chế chỉ có chủ sở hữu tài sản nộp thuế là nam giới. Quyền tư pháp đã được thực hiện bởi các tòa án; quyền hành pháp, do Bộ trưởng của chính phủ nắm giữ; và quyền lập pháp do nhà vua nắm giữ, có quyền phủ quyết tuyệt đối trên mọi luật lệ.

## Bất mãn

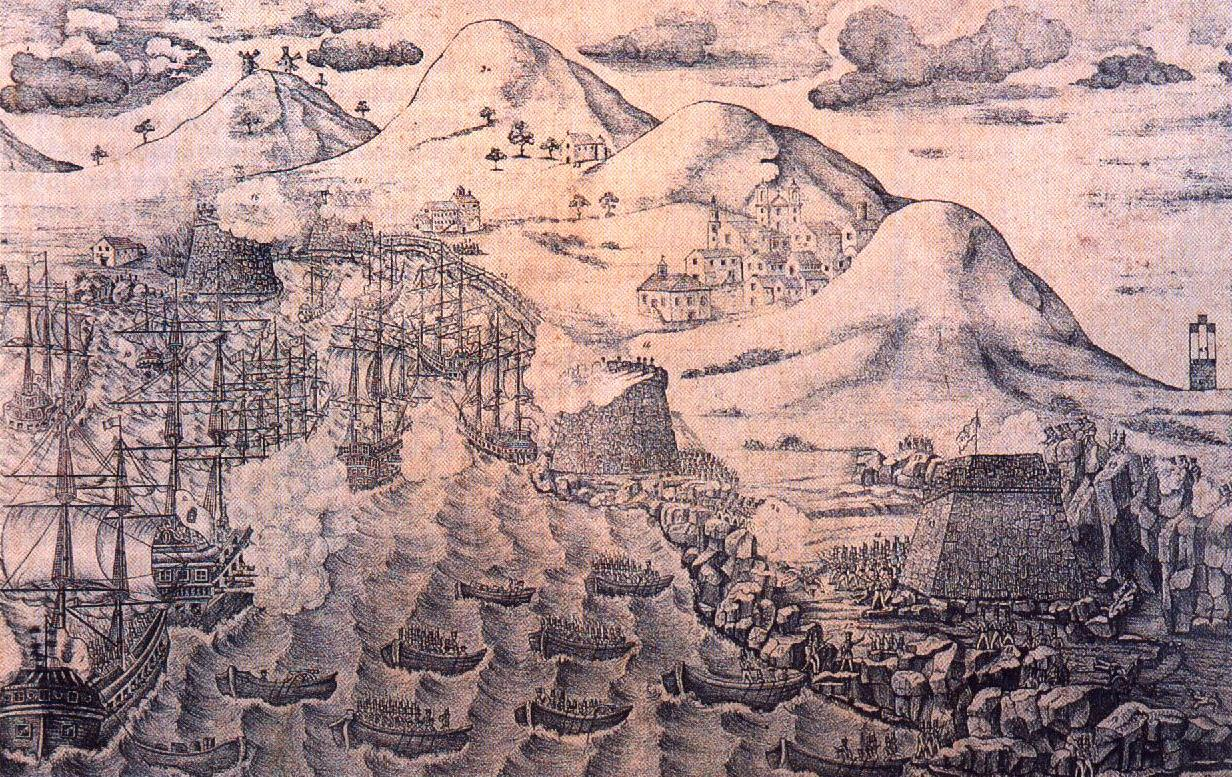
Trận Vịnh Praia, ngày 11 tháng 8 năm 1829

Đảng chuyên chế của địa chủ và Giáo hội lại không hài lòng với sự thỏa hiệp này, và họ tiếp tục coi Miguel là người thừa kế ngai vàng hợp pháp với lý do tuân theo nguyên tắc kế vị Bồ Đào Nha (được sự chấp thuận của Cortes sau khi phục hồi vương quyền năm 1640), Pedro đã mất quyền nối ngôi vua Bồ Đào Nha, và do đó phải lựa chọn một người kế nhiệm, khi ông đã sở hữu ngôi vua ở hải ngoại (Brasil). Họ hoảng sợ trước những cuộc cải cách của đảng Tự do được khởi xướng tại Tây Ban Nha bởi sự căm ghét cuộc Cách mạng Pháp (những cải cách mà giới quý tộc phong kiến Bồ Đào Nha cho là thừa thãi) và để tâm đến sự phục hồi gần đây của vị vua chuyên quyền Fernando VII ở Tây Ban Nha (1823) đã xóa bỏ hết thảy những đổi mới dưới thời Napoléon. Tháng 2 năm 1828, Miguel trở về Bồ Đào Nha, bề ngoài là để đưa ra lời tuyên thệ trung thành với Hiến chương và nắm quyền nhiếp chính. Ngay lập tức ông được những người ủng hộ tôn làm vua rồi thôi thúc ông quay lại đường lối chuyên quyền. Một tháng sau khi trở về, Miguel giải tán Viện Dân biểu và Viện Quý tộc rồi đến tháng 5 cho triệu tập Hội nghị ba Đẳng cấp (Cortes) theo truyền thống của vương quốc để tuyên bố sự thừa nhận quyền hành tuyệt đối của mình. Cortes năm 1828 vội phê chuẩn ý muốn của Miguel, tôn ông làm vua lấy vương hiệu là Miguel I của Bồ Đào Nha và vô hiệu hóa Hiến chương lập hiến.

## Nổi loạn

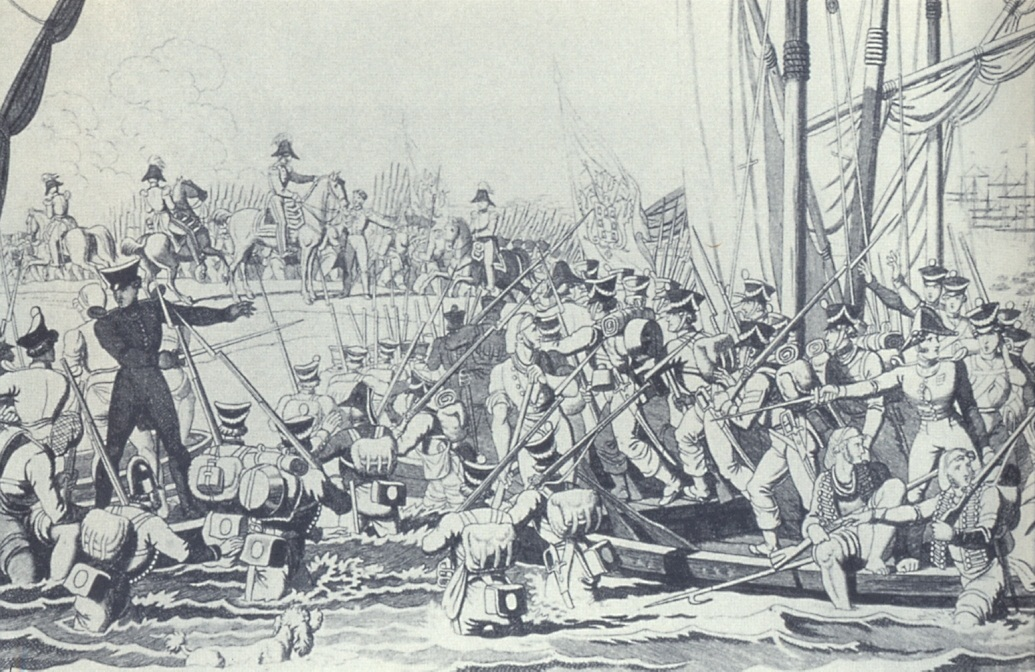
Quân đội đảng Tự do đang đổ bộ tại Pampelido, phía bắc Porto, ngày 8 tháng 7 năm 1832

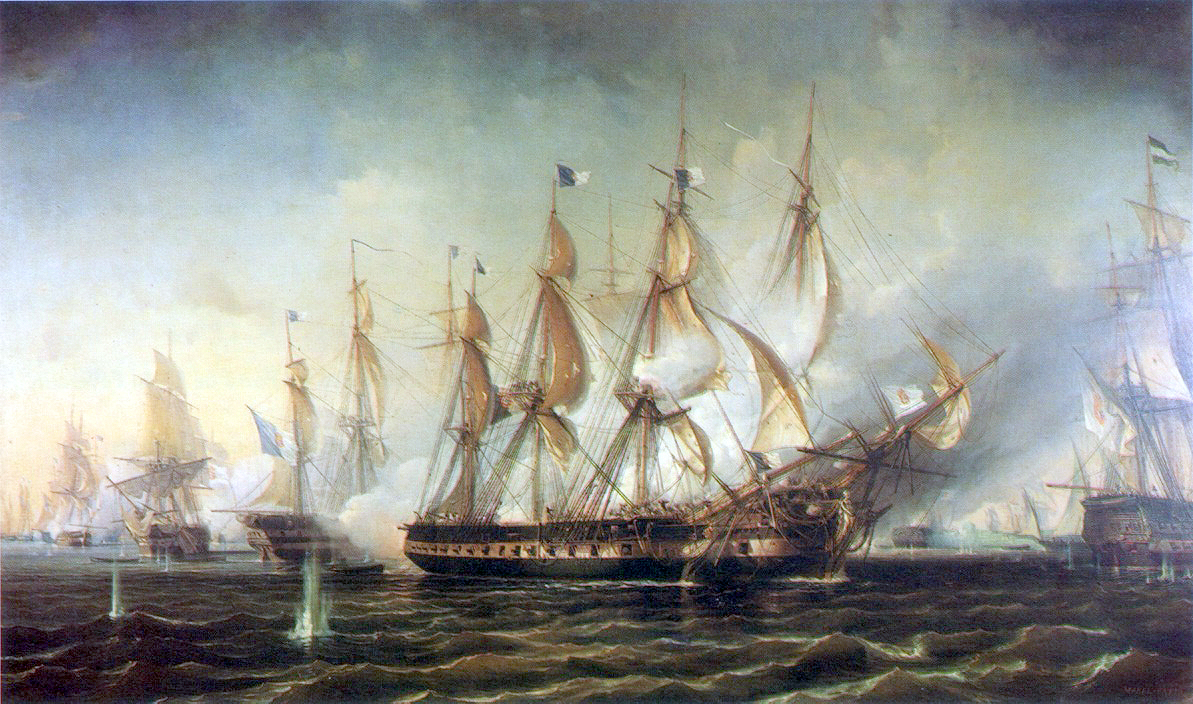
Trận Mũi St. Vincent, ngày 5 tháng 7 năm 1833

Sự soán ngôi bị cáo buộc này không bị phe cánh tự do phản đối. Ngày 18 tháng 5, các đơn vị đồn trú ở Porto, trung tâm của phái cấp tiến Bồ Đào Nha, đã tuyên bố lòng trung thành của mình dành cho Pedro, với Maria da Glória, và bản Hiến chương lập hiến. Cuộc nổi dậy chống lại đảng chuyên chế lan sang các thành phố khác. Miguel đàn áp những cuộc nổi loạn, và hàng ngàn người tự do đều bị bắt giữ hoặc phải chạy trốn sang Tây Ban Nha và nước Anh. Năm năm trôi qua từ sau vụ đàn áp đẫm máu trong nước.
Trong khi đó, tại Brasil, quan hệ giữa Pedro và giới chủ đất nông nghiệp của Brasil đã trở nên căng thẳng. Tháng 4 năm 1831, Pedro thoái vị ở Brasil để ủng hộ cho con là Pedro II, và lên đường sang nước Anh. Ông đã tổ chức một cuộc viễn chinh quân sự ở đó rồi sau đấy đi đến hòn đảo Terceira tại quần đảo Azores, vốn đang nằm trong tay của đảng Tự do, để thiết lập một chính phủ lưu vong. Chính phủ của Miguel bèn đưa quân phong tỏa hòn đảo thế nhưng hạm đội phong tỏa đã bị một hạm đội hải quân Pháp tấn công trong suốt thời gian sắp tới tại trận hải chiến Tagus, nơi một số tàu thuyền của phe Miguel bị bắt giữ. Tháng 7 năm 1832, với sự ủng hộ của đảng Tự do ở Tây Ban Nha và Anh, đội quân viễn chinh dưới sự lãnh đạo của Dom Pedro đổ bộ ở gần Porto, mà quân phe Miguel bị bỏ rơi và là nơi sau khi diễn ra các hoạt động quân sự bao gồm trận Ponte Ferreira, Pedro và các cộng sự của mình đã bị lực lượng Miguel bao vây gần một năm nay. Để bảo vệ quyền lợi của người Anh, một hạm đội hải quân dưới sự chỉ huy của Hạm trưởng William Glascock trong chiếc HMS Orestes đã trú đóng ở Douro, nơi thường xuyên hứng chịu các cuộc bắn phá từ cả hai phía.
Tháng 6 năm 1833, đảng Tự do, vẫn còn bị bao vây tại Porto, gửi đến Algarve một lực lượng dưới sự chỉ huy của Công tước Terceira được yểm trợ bởi một đội tàu hải quân dưới sự chỉ huy của Charles Napier, sử dụng bí danh 'Carlos de Ponza'. Công tước Terceira đổ bộ tại Faro và hành quân về phía bắc ngang qua Alentejo để đánh chiếm thủ đô Lisboa vào ngày 24 tháng 7. Trong lúc đó, hạm đội của Napier giao chiến với hạm đội của đảng chuyên chế gần Mũi Saint Vincent (Cabo São Vicente) và quyết đánh bại quân đối phương tại trận Mũi St. Vincent lần thứ tư. Đảng Tự do đã có thể chiếm được Lisboa, nơi Pedro rút khỏi Porto và đẩy lùi một cuộc bao vây của quân Miguel. Một sự bế tắc kéo dài gần chín tháng xảy ra sau đó. Đến cuối năm 1833, Maria da Glória được triều thần tôn làm nữ hoàng và Dom Pedro đảm nhiệm chức nhiếp chính. Hành động đầu tiên của ông là ra lệnh tịch thu tài sản của tất cả những người đã từng phục vụ dưới trướng Dom Miguel. Ông cũng cấm tất cả các tu viện tôn giáo và tịch thu tài sản của họ, một hành động làm gián đoạn những mối quan hệ thân thiện với Roma suốt gần tám năm, mãi cho đến giữa năm 1841. Đảng chuyên chế nắm quyền kiểm soát các khu vực nông thôn, nơi họ nhận được sự ủng hộ từ giới quý tộc và bởi tầng lớp nông dân được Giáo hội kích động. Đảng Tự do chiếm đóng các thành phố lớn của Bồ Đào Nha như Lisboa và Porto, nơi họ chỉ huy một lực lượng khá lớn gồm các tầng lớp trung lưu. Các hoạt động chống lại phe Miguel lại bắt đầu một cách nghiêm túc vào đầu năm 1834. Trong khi ấy, lực lượng Tự do phải hứng chịu một thất bại gây chấn động ở Alcácer do Sal, điều này chứng tỏ rằng, bất chấp cuộc hành quân gần đây của Công tước Terceira từ Faro đến Lisboa, toàn miền Nam vẫn trung thành với Miguel.

## Hòa bình lập lại
Trận đánh Asseiceira diễn ra vào ngày 16 tháng 5 năm 1834, là cuộc quyết chiến cuối cùng của cuộc nội chiến Bồ Đào Nha. Quân đội Miguel vẫn tỏ ra có ưu thế hơn (khoảng 18.000 người), nhưng vào ngày 24 tháng 5 năm 1834, tại Evoramonte, một nền hòa bình được công bố theo sự nhượng bộ mà Dom Miguel đã chính thức từ bỏ mọi yêu sách về ngôi vua Bồ Đào Nha, được bảo đảm một khoản lương hưu hàng năm, và dứt khoát lưu vong. Dom Pedro khôi phục bản Hiến chương lập hiến, nhưng ông đột ngột từ trần vào ngày 24 tháng 9 năm 1834. Maria da Glória lại tiếp tục triều đại bị gián đoạn của mình với vương hiệu Maria II của Bồ Đào Nha.